# Kommandobrygga

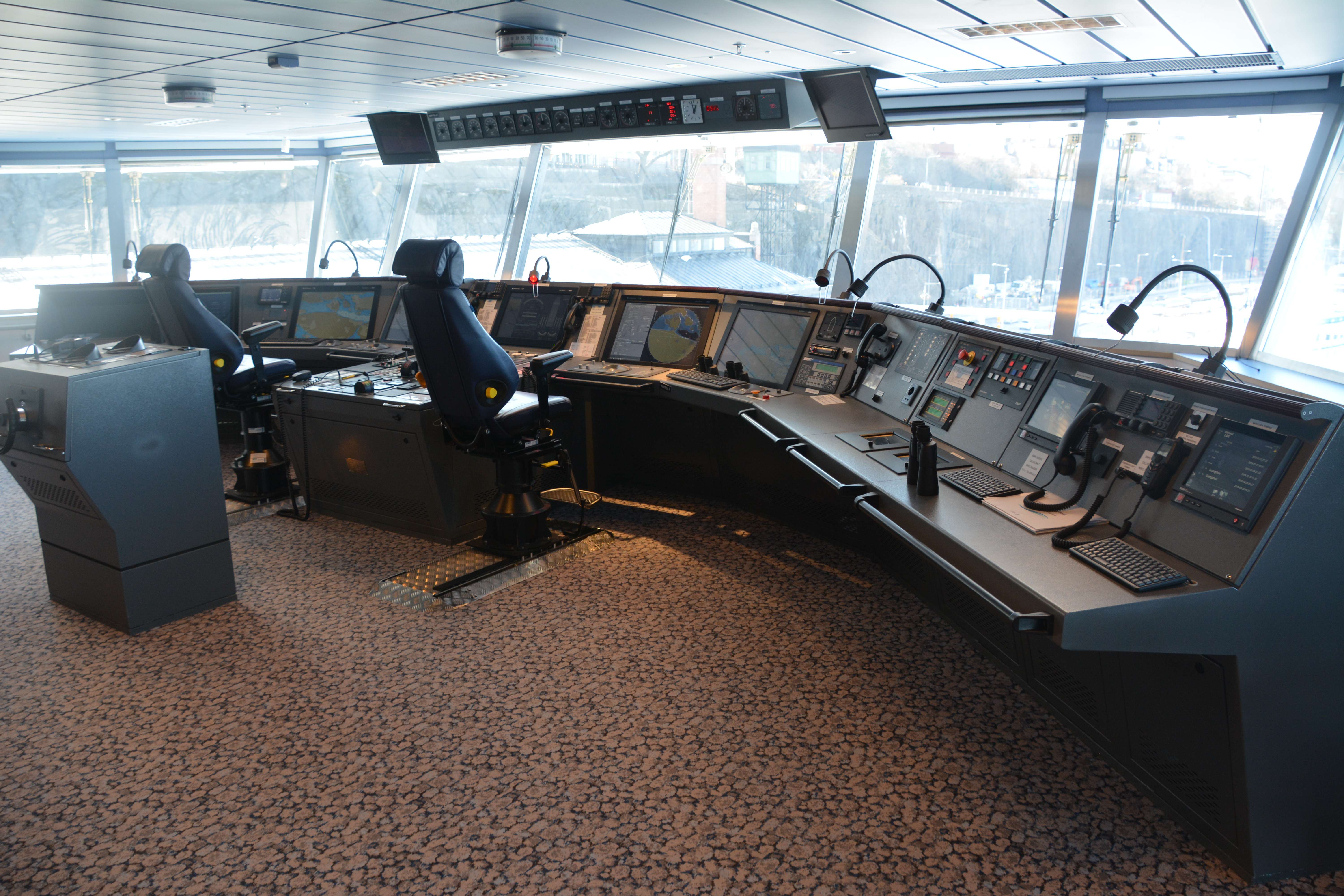
Kommandobryggan på M/S Visborg, byggd 2019, vid kaj i Stockholm

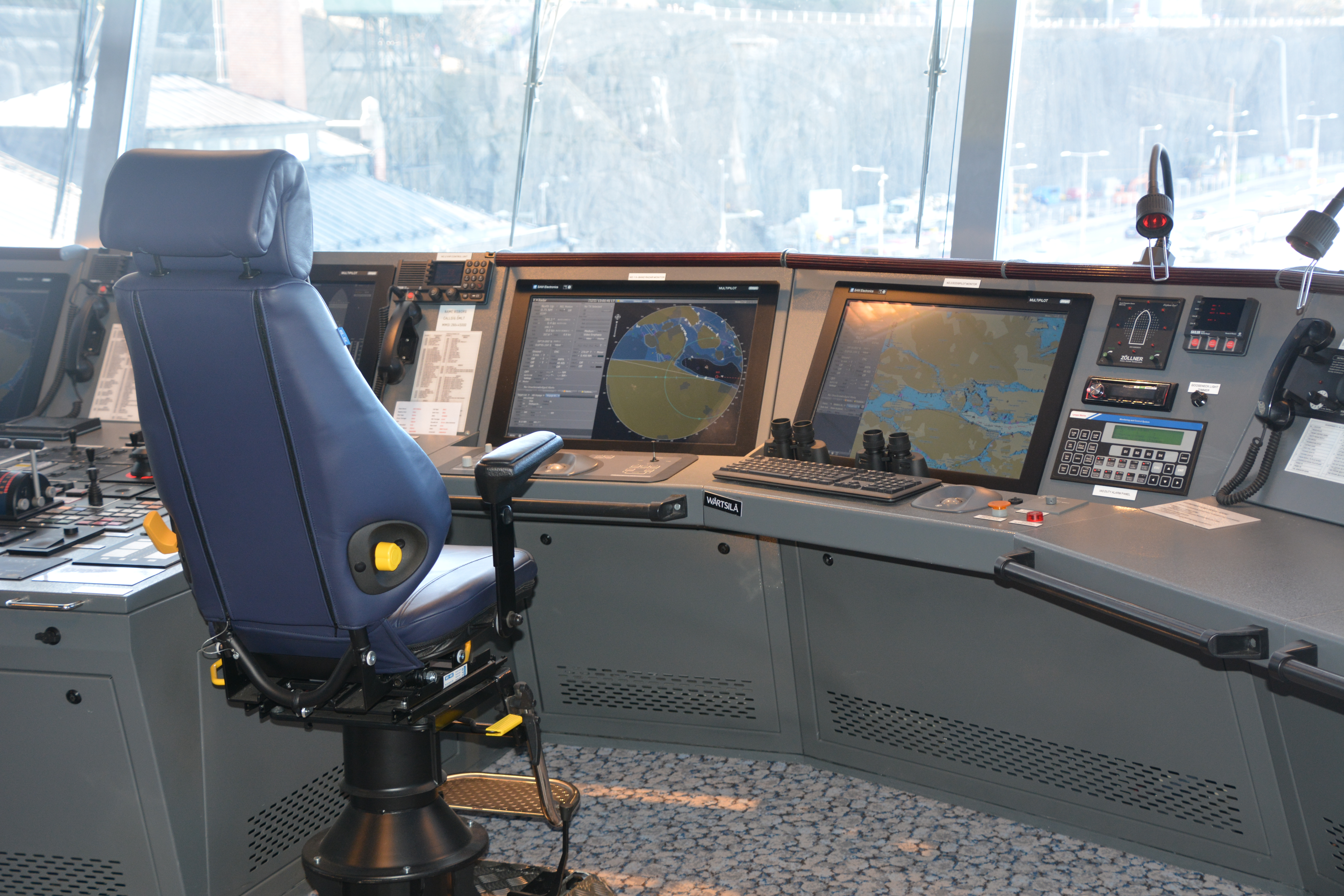
Styrmannedns plats på M/S Visborg

Kommandobrygga är den plats från vilken ett fartyg manövreras. Förr var det oftast en öppen brygga högst upp i överbyggnaden, normalt över fartygets hela bredd. Från denna meddelade man sig med rorgängaren (rorsman), som ofta stod en våning ner, via talrör, och med maskinrummet med en maskintelegraf. Numera är kommandobryggan helt inglasad och rorsman har flyttat upp.
På äldre lastfartyg fanns oftast kommandobryggan mitt i fartyget i den centrala överbyggnaden (three-Island-type på grund av att förskeppet (backen), överbyggnaden midskepps och akterdäcket (poopen) var uppbyggda över däckshöjd). Senare flyttade överbyggnaden akteröver och lämnade plats för lastluckor i hela fartygets längd samtidigt som man från kommandobryggan fick bättre uppsikt över fartyget. En modern tendens är att kommandobryggan även på lastfartyg flyttar framåt, liksom på färjor och kryssningsfartyg. På en öppen, mindre bilfärja ligger kommandobryggan midskepps, men ibland förskjuten sidlängs ända till ena relingen.

## Bildgalleri

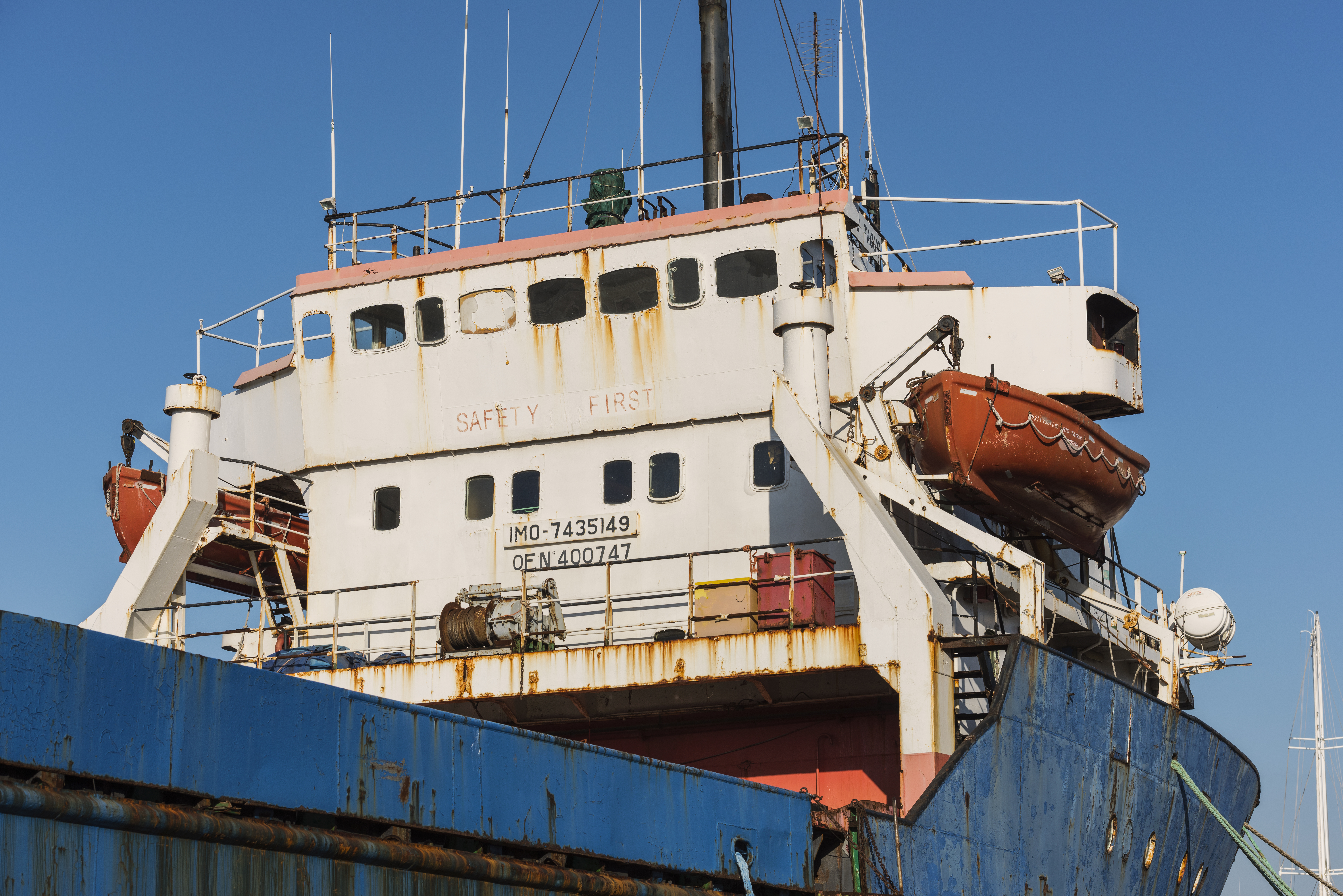
Bryggan på M/S Rio Tagus, byggd 1979
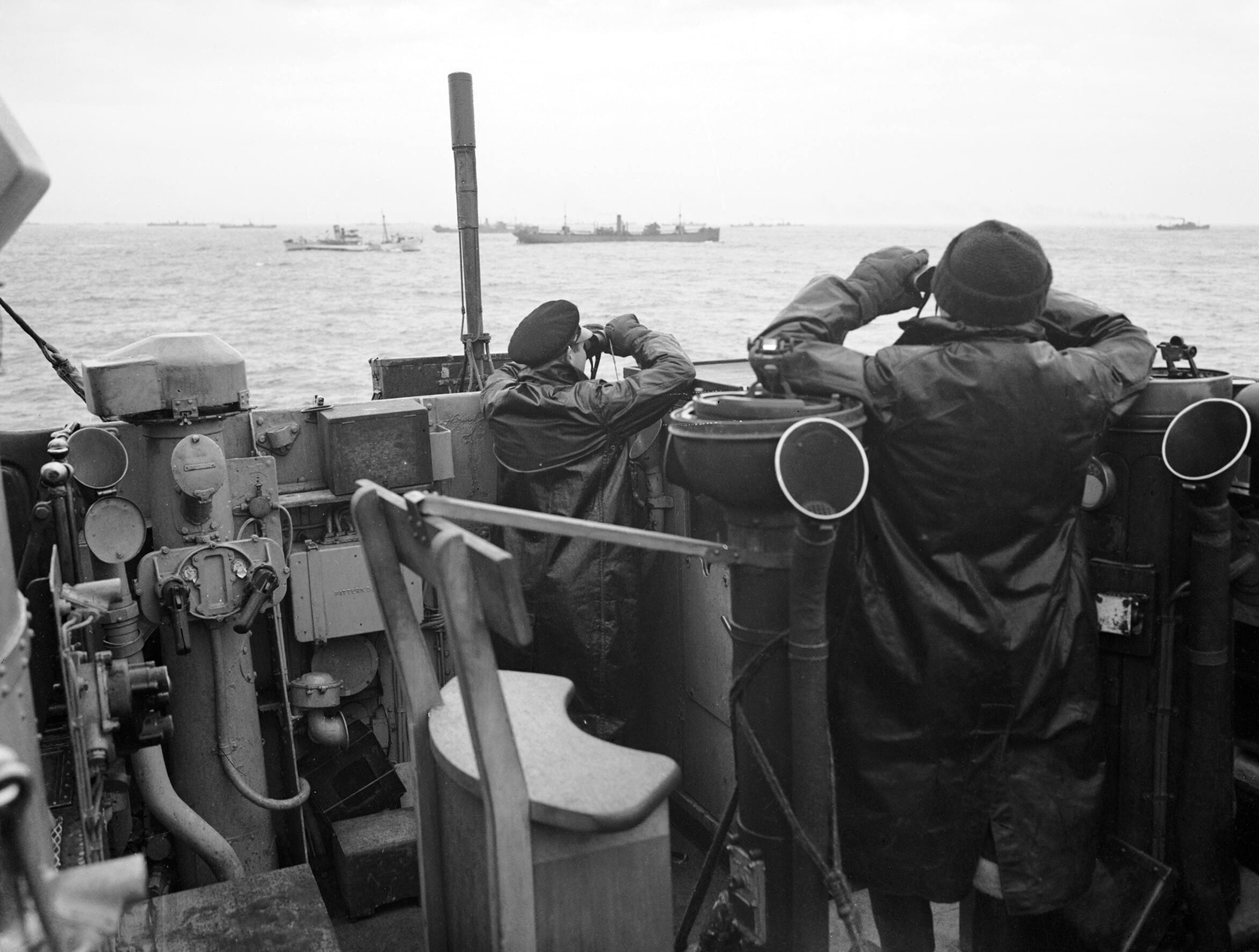
Kommandobryggan på en brittisk jagare vid under konvojeskort under andra världskriget, oktober 1941
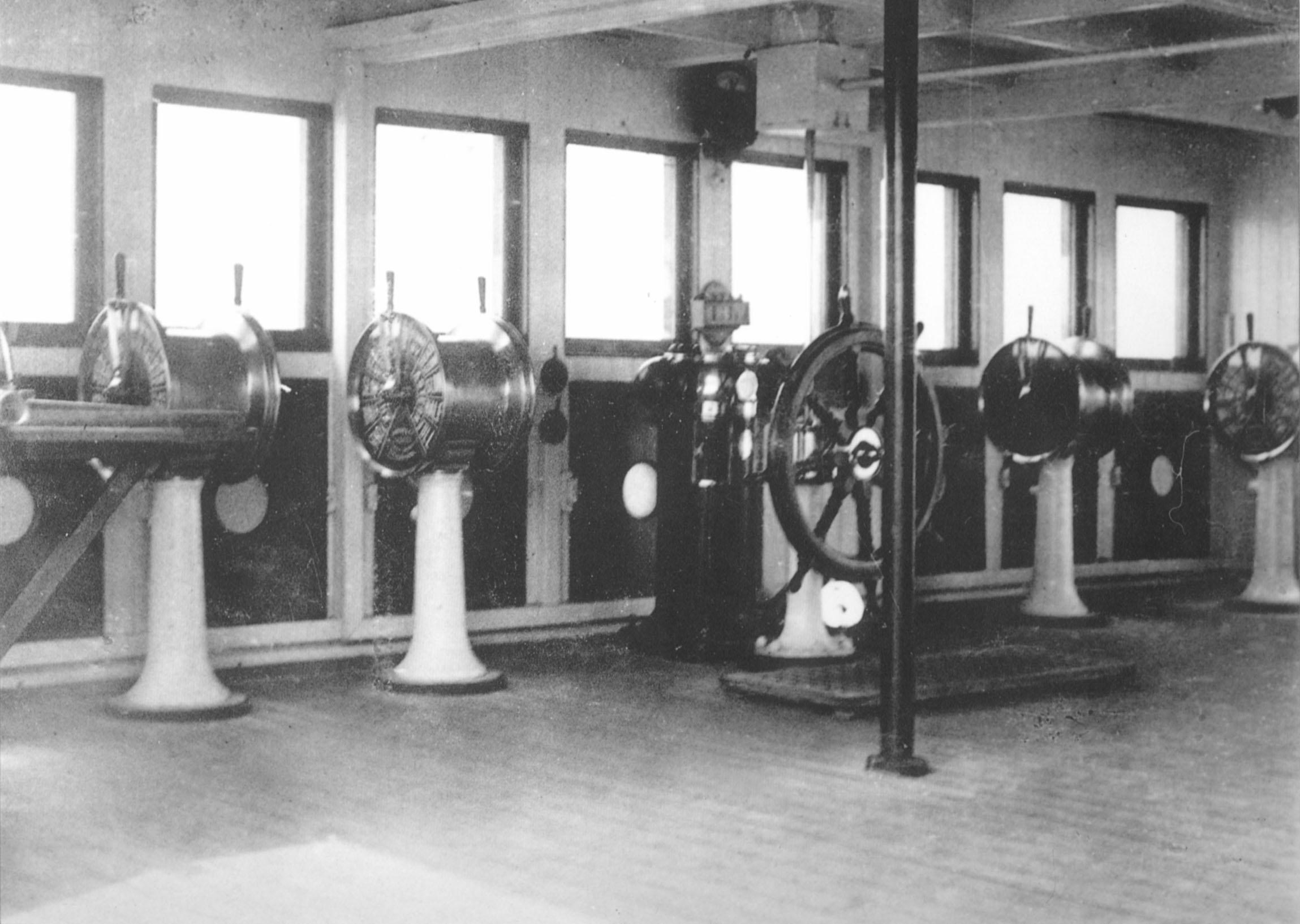
Kommandobryggan på RMS Olympic
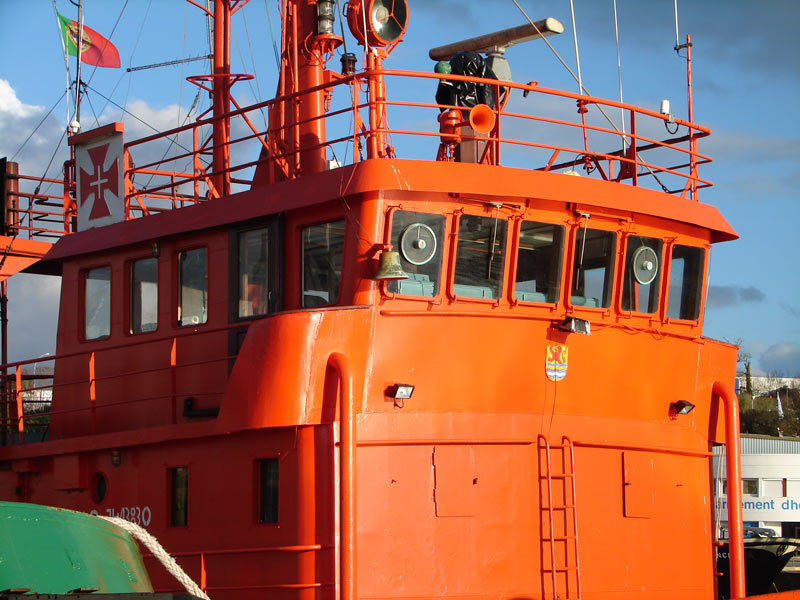
Styrhytten på bogserbåten Leao Dos Mares
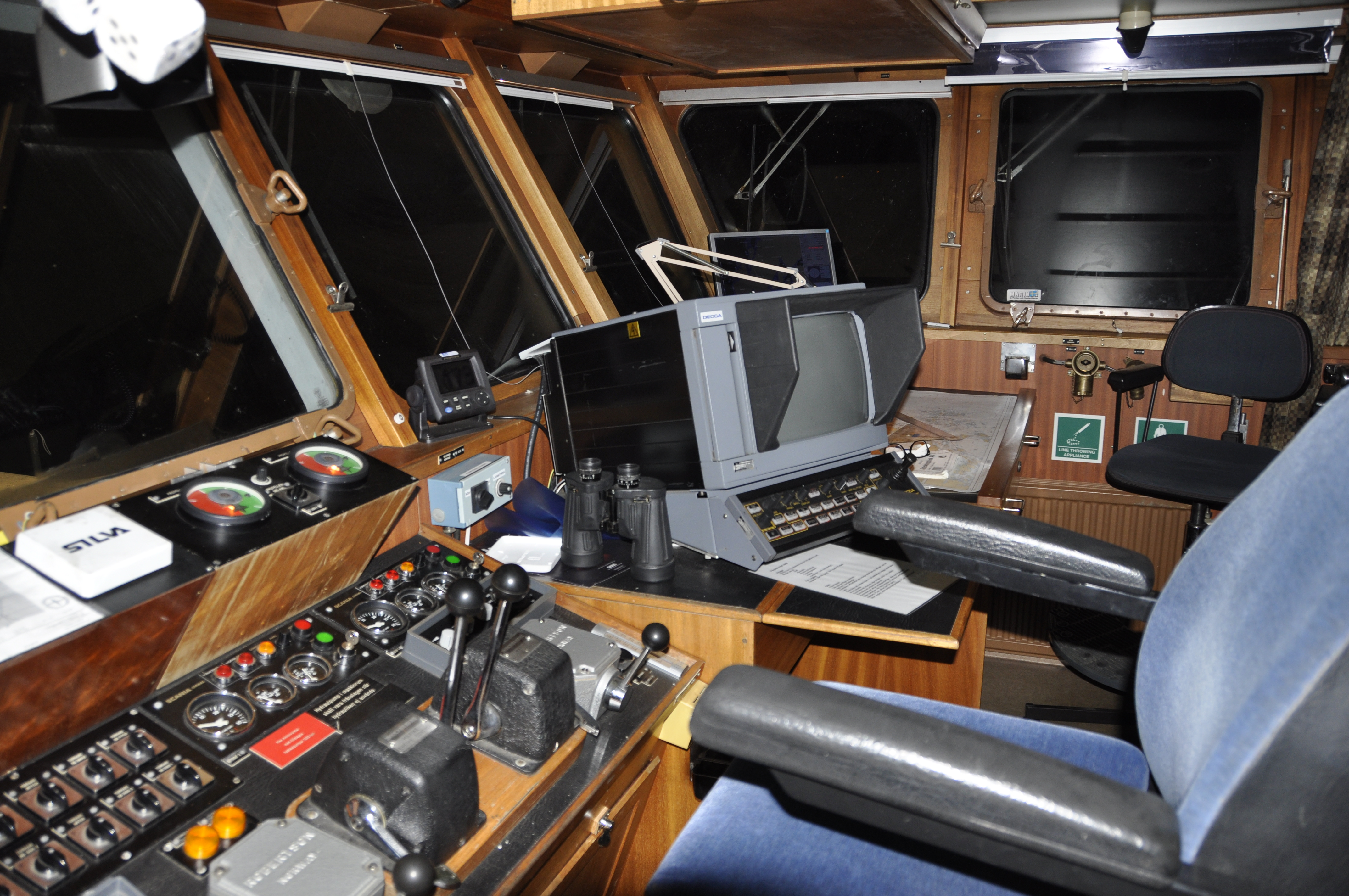
Styrhytten på  Roslagens Sjövärnskårs M/S Arn
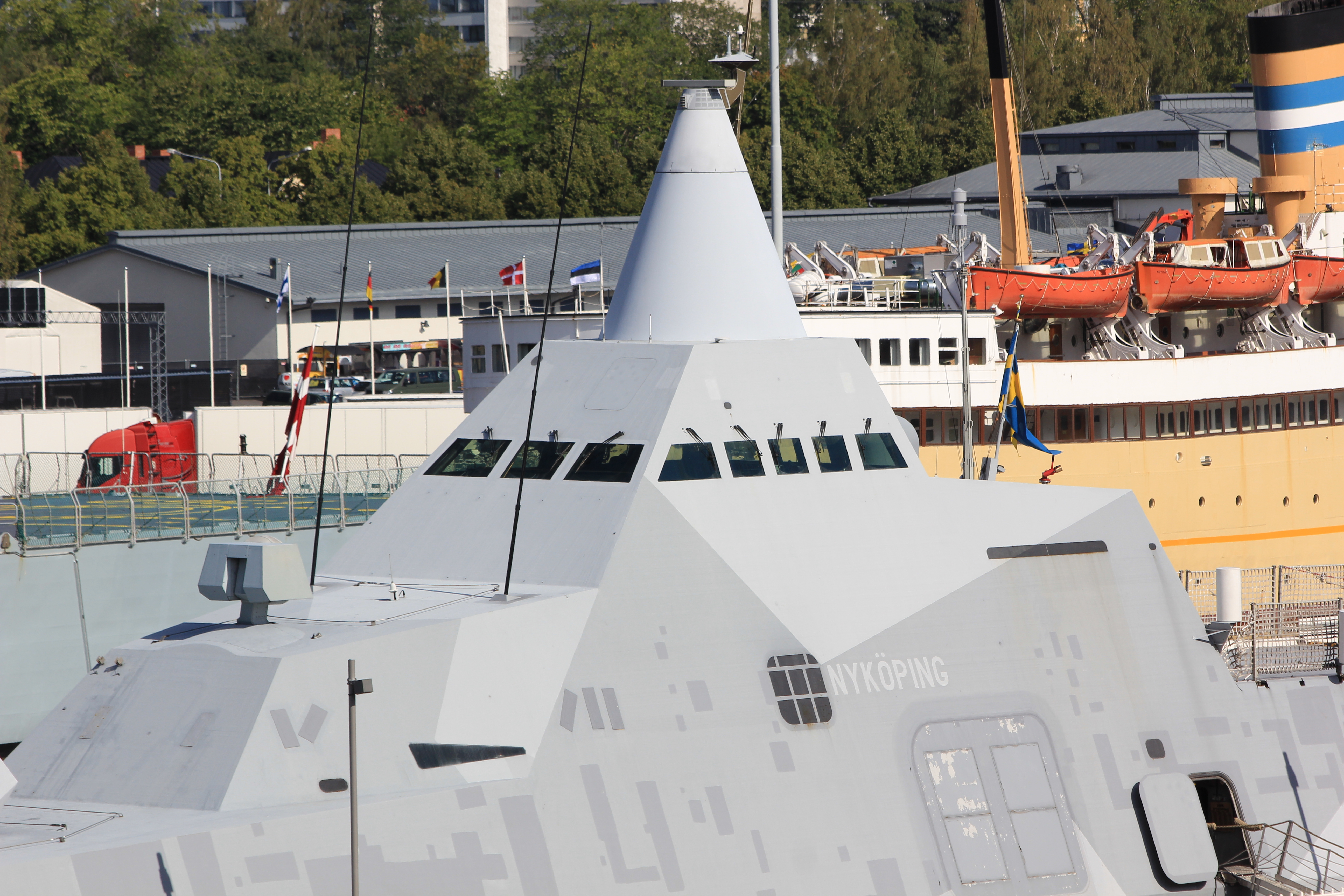
Bryggan på korvetten Nyköping
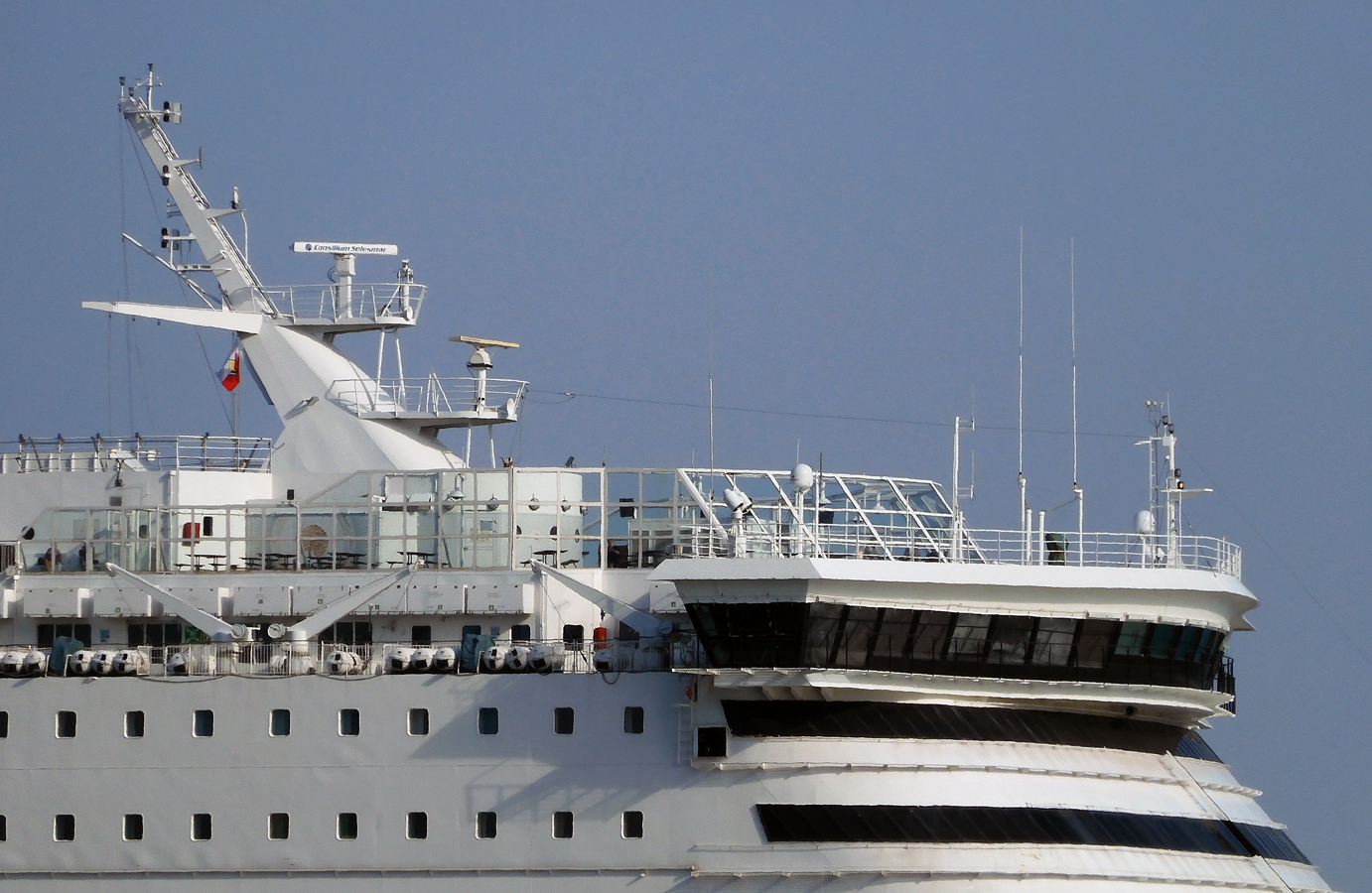
Kommandobrygga, radar och radiomaster på M/S Viking Cinderella 2021.